# Pirinçli, Beytüşşebap
Pirinçli là một xã thuộc huyện Beytüşşebap, tỉnh Şırnak, Thổ Nhĩ Kỳ. Dân số thời điểm năm 2011 là 690 người.